# Мохаммад Угбеде-Оджо
Яхайя Мохаммад Фавзі Угбеде-Оджо (англ. Yahaya Mohammad Fawzi Ugbede-Ojo; нар. 28 листопада 2001) — нігерійський футболіст, захисник «Реал Фарма».

## Життєпис
Футболом розпочав займатися на батьківщині. Напередодні старту сезону 2021/22 років переїхав до України, де став гравцем «Реал Фарма». У футболці одеського клубу дебютував 18 вересня 2021 року в програному (0:3) домашньому поєдинку 9-го туру групи Б Другої ліги України проти сімферопольської «Таврії». Мохаммад вийшов на поле в стартовому складі, на 38-ій хвилині отримав жовту картку, а на 46-ій хвилині його замінив Олексій Колесников.